# Kor (cerkev)
Glej tudi razločitveno stran Kor
Beseda kór v slovenščini običajno označuje del cerkve, kjer med bogoslužjem stoji cerkveni pevski zbor. Beseda kor izvira iz grške besede starogrško χορός [horos] in pomeni zbor (na splošno: skupina ljudi; v slovenščini zlasti: cerkveni pevski zbor).
V slovenskih cerkvah ima kor najpogosteje obliko balkona nad zadnjim delom cerkve - tako da stoji ravno nasproti prezbiteriju. Ta balkon je po navadi podprt s stebri. Dostop na kor je po stopnicah, ki stojijo v cerkvi ali včasih tudi z zunanje strani.
V nekaterih cerkvah je kor samo nekoliko privzdignjen prostor ob strani cerkve.
Na koru so po navadi tudi orgle in prostor za organista.

Poleg tega lahko beseda kor (zlasti v večji cerkvi, npr. v stolnici) pomeni tudi del prezbiterija oziroma tisti del prezbiterija, kjer sedijo duhovniki, ki sestavljajo duhovniški zbor/kor (v pomenu skupina, ne v pomenu pevski zbor). Ta pomen besede je v slovenščini manj pogost, v nekaterih drugih jezikih pa se redno uporablja.